# Stilleven met viscaria
Stilleven met viscaria, ook wel Klaprozen genaamd, (Vase with Viscaria of Poppy flowers) is een schilderij van de Nederlandse kunstschilder Vincent van Gogh, in olieverf op doek, 65 bij 54 centimeter groot. Het werd geschilderd in 1887 te Parijs en toont een vaas met bloemen.
Het schilderij werd in augustus 2010 gestolen uit het Mohamed Mahmoud Khalil Museum te Gizeh (Caïro). De Egyptische zakenman Naguib Sawiris loofde een beloning uit van $ 175.000. Het was de tweede keer dat het schilderij uit dit museum gestolen werd. Op 4 juni 1977 werd het ook al eens gestolen. Toen werd het schilderij tien jaar later gevonden in Koeweit.